# Kia KX3
Kia KX3 (также известен как Kia Aopao) — субкомпактный кроссовер компании Kia Motors, производимый с 2015 года.

## Первое поколение (KC; 2015—2019)
Автомобиль Kia KX3 первого поколения впервые был представлен в 2014 году в Гуанчжоу. Дебют состоялся в апреле 2015 года.
Модель базирована на платформе Hyundai ix25. Автомобиль оснащён бензиновыми двигателями внутреннего сгорания объёмом 1,6—2 литра. Цена варьируется от 112800 до 186800 юаней. В 2016 году модель прошла фейслифтинг.
С 2018 года также производился электромобиль, развивающий максимальную скорость 150 км/ч.

## Второе поколение (SP2c; 2019—настоящее время)
Современная версия Kia KX3 производится с сентября 2019 года под названиями Kia Seltos и Kia Aopao. Модель дебютировала в Китае в декабре того же года.

## Галерея

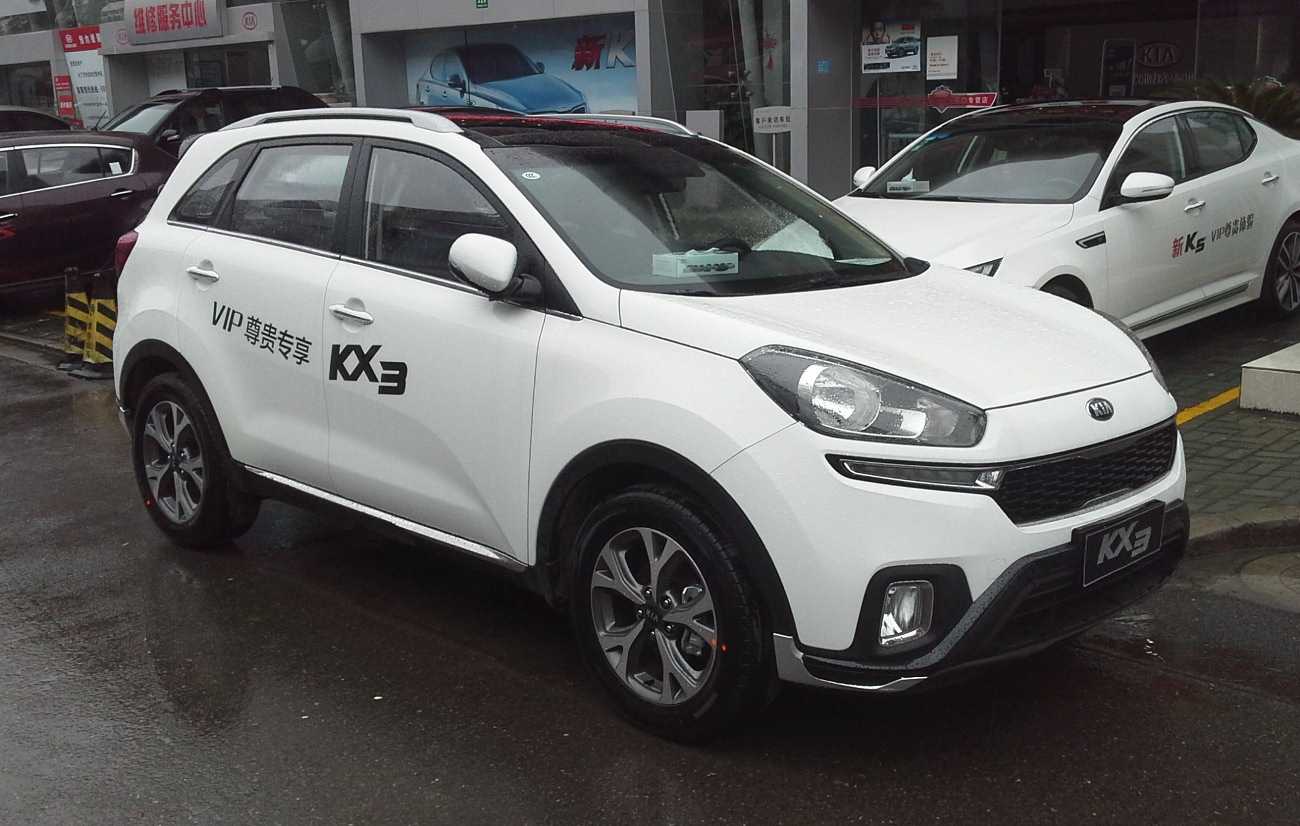
Kia KX3 первого поколения (вид спереди)
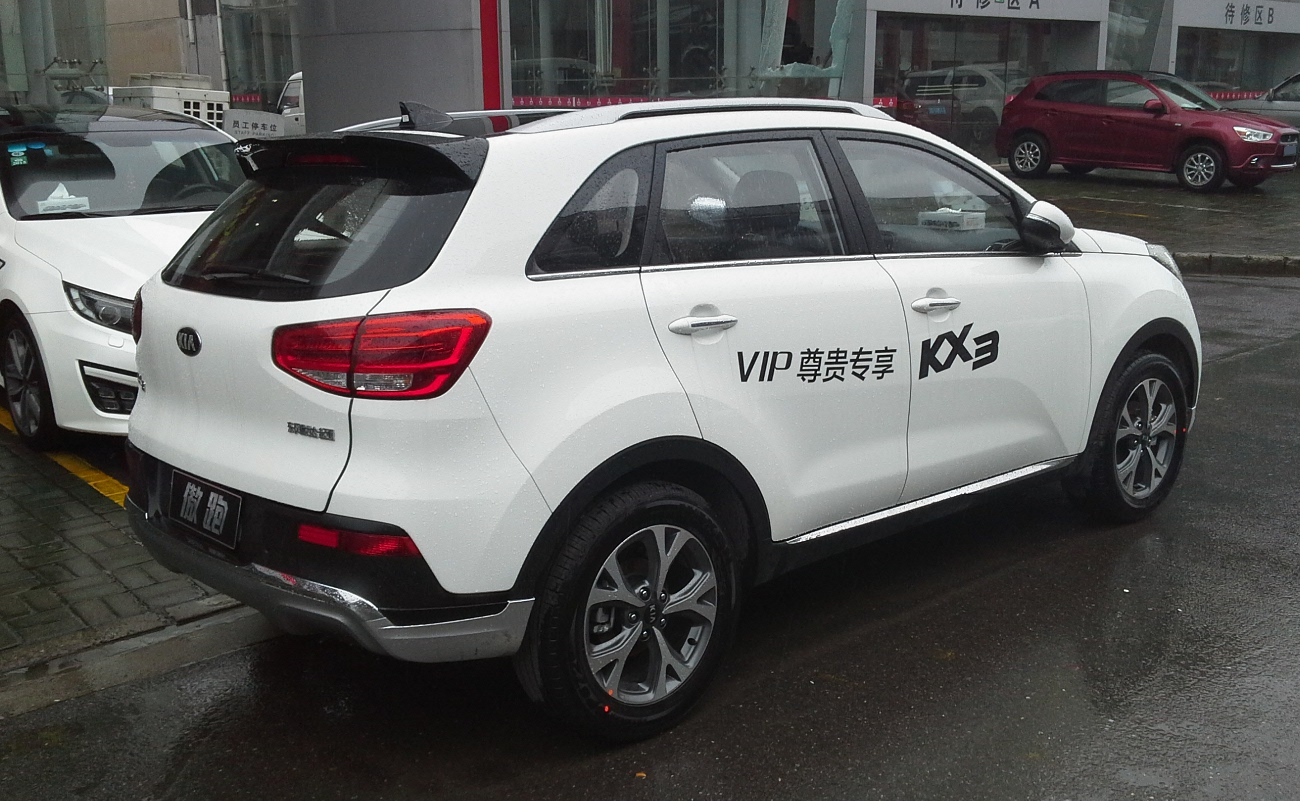
Kia KX3 первого поколения (вид сзади)
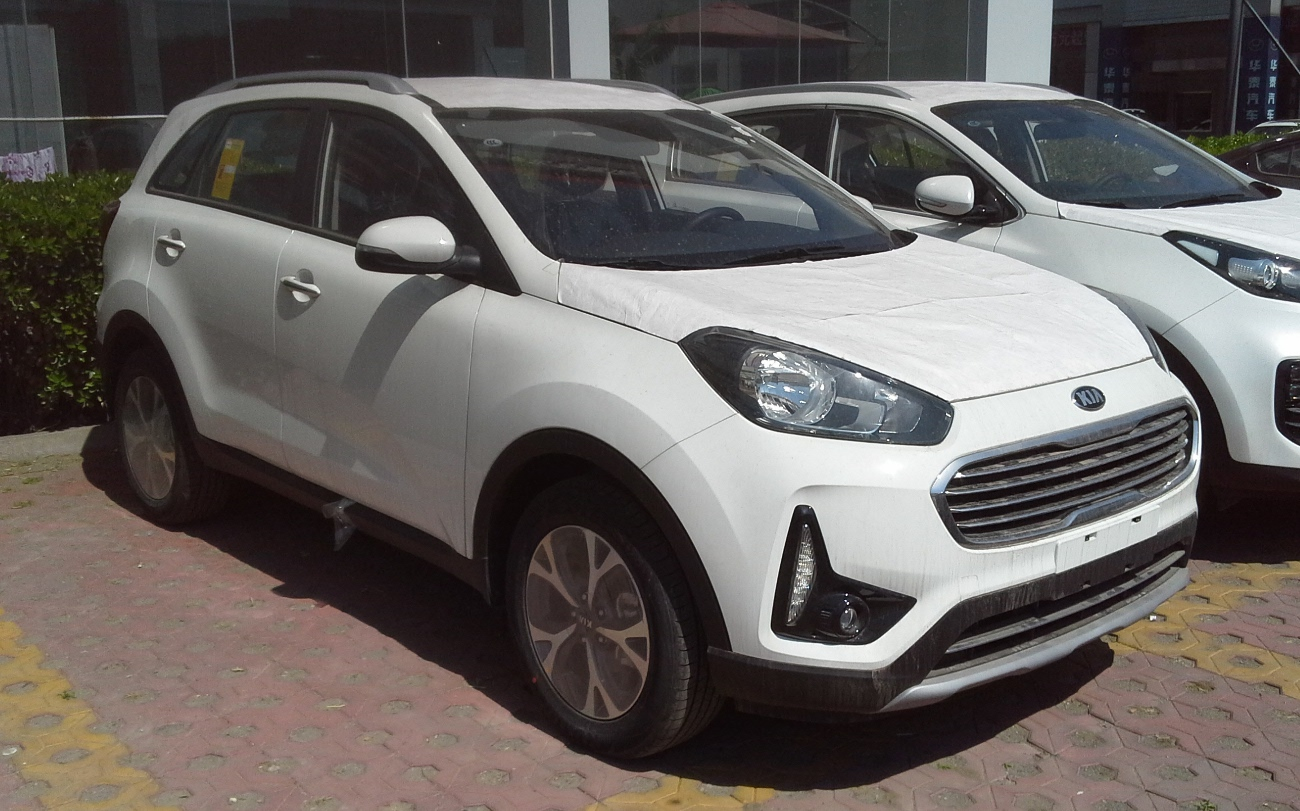
Фейслифтинг передней части
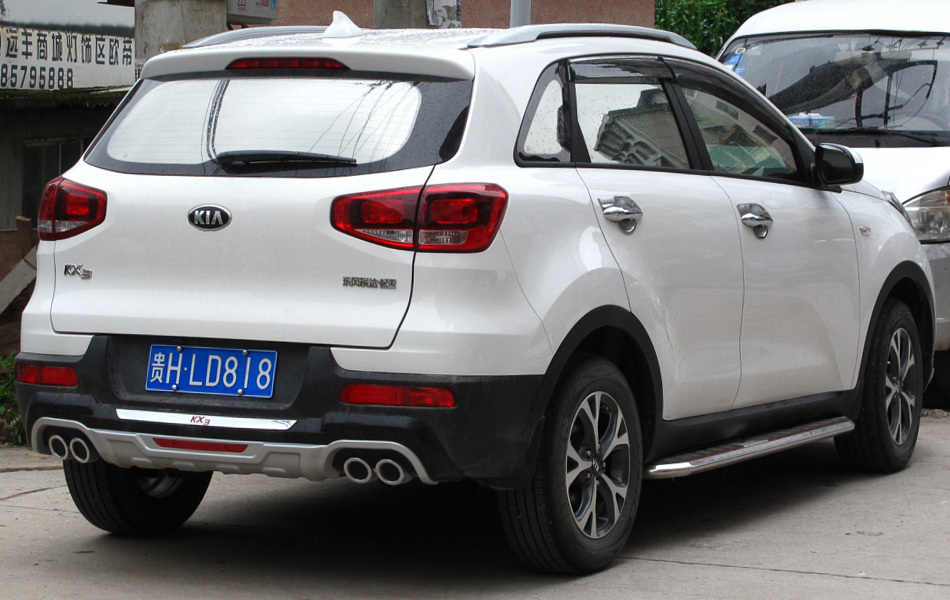
Фейслифтинг задней части
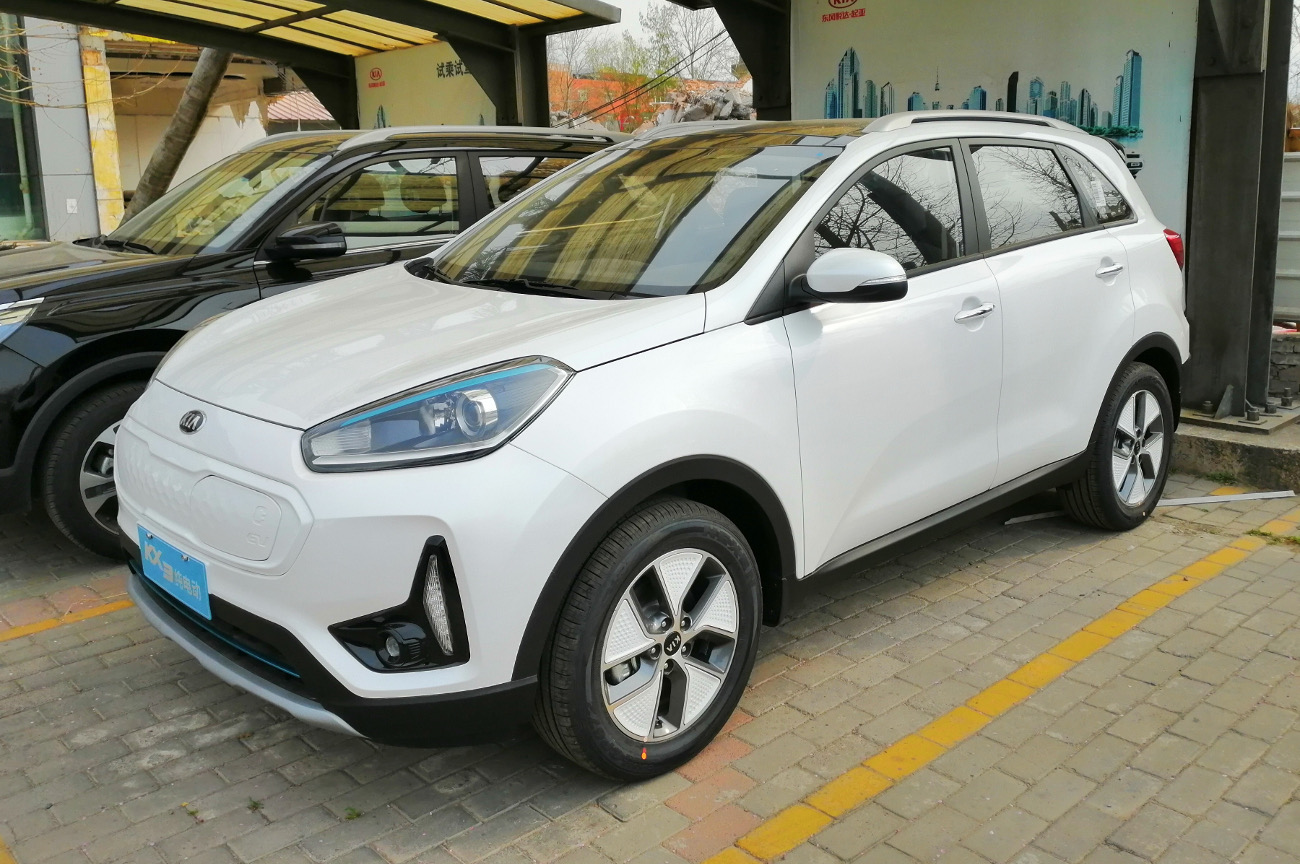
Kia KX3 EV
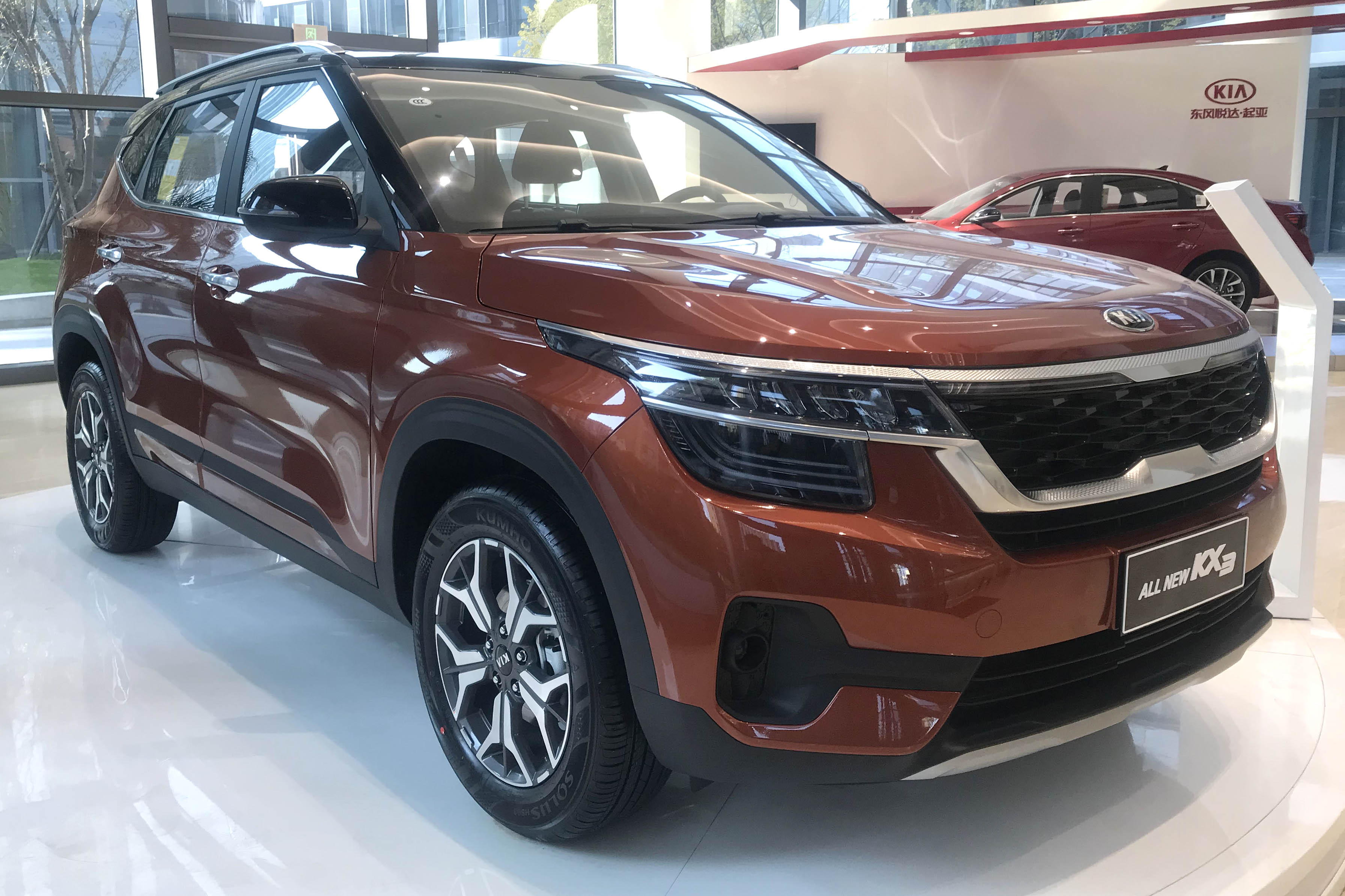
Kia KX3 Aopao
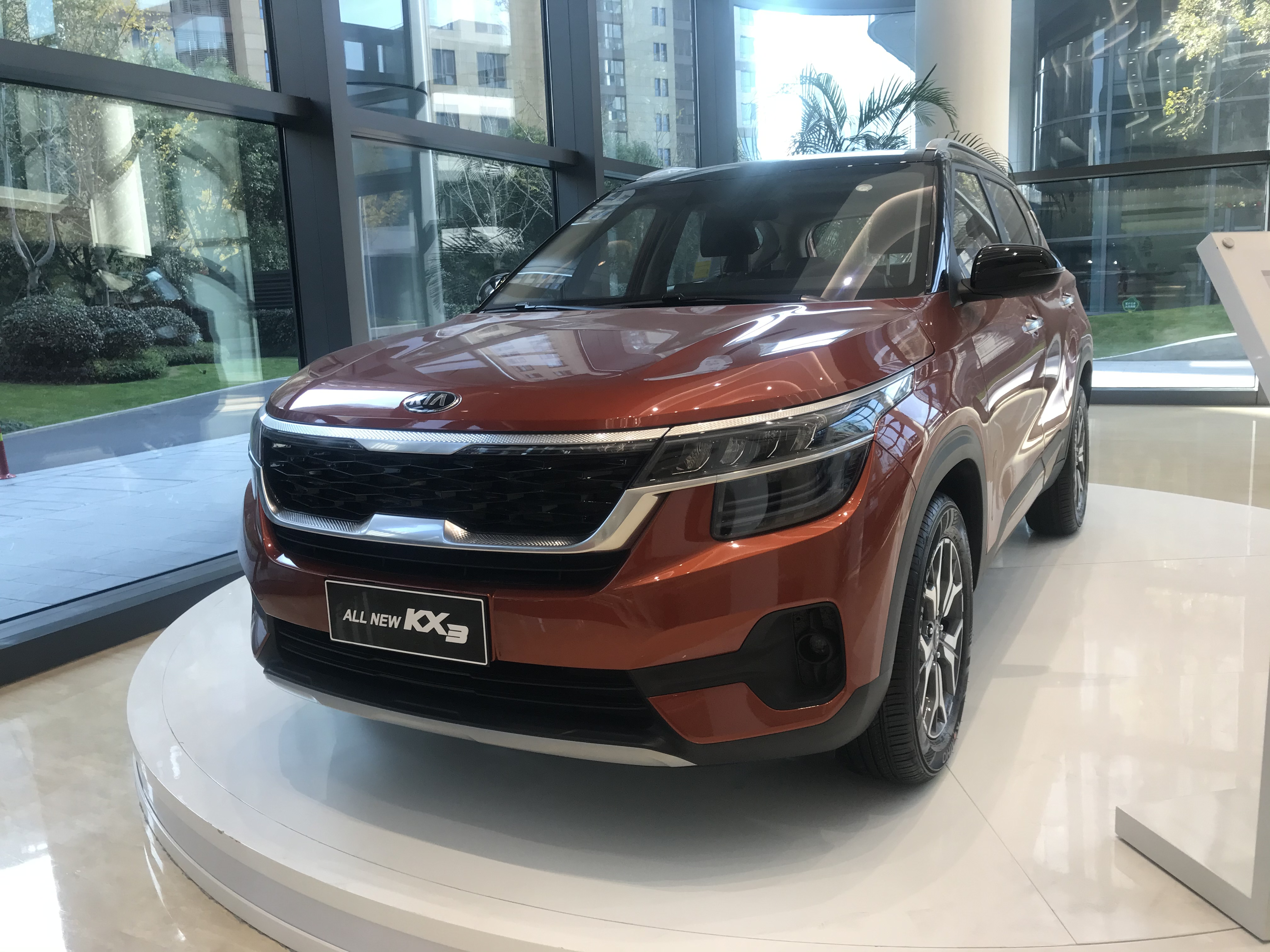
Kia KX3 Aopao
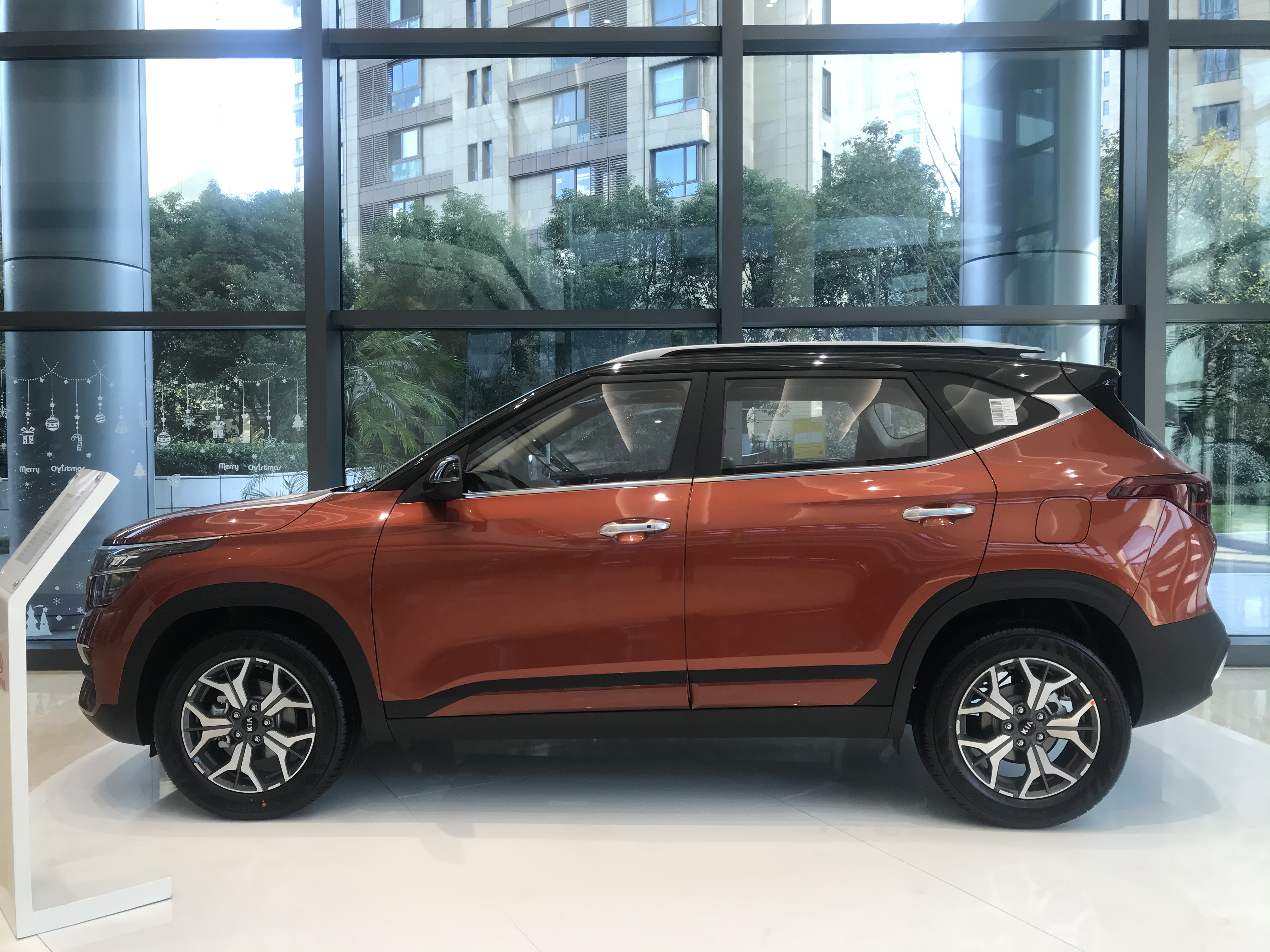
Kia KX3 Aopao
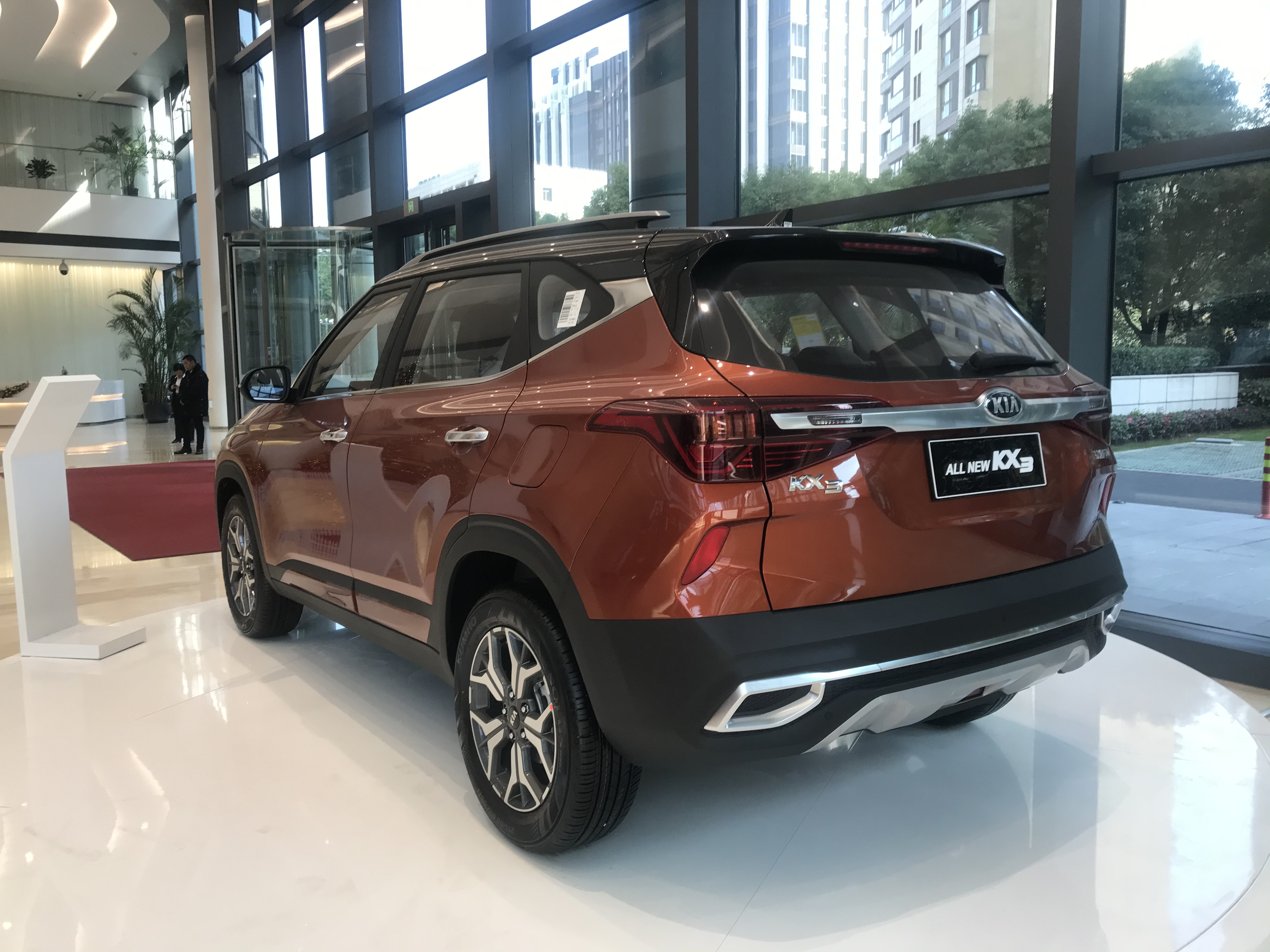
Kia KX3 Aopao